# Sinagoga di Boulogne-Billancourt
La sinagoga di Boulogne-Billancourt fu costruita nel 1911 dall'architetto Emmanuel Pontremoli e decorata con motivi geometrici dal pittore Gustave-Louis Jaulmes. È iscritta dal 10 luglio 1986 nel registro dei Monumenti storici di Francia.

## Storia
La sinagoga di Boulogne-Billancourt deve la sua costruzione alla generosità del barone Edmond de Rothschild, figura eminente del sionismo, che visse la maggior parte della sua vita nella sua città natale di Boulogne-Billancourt. Dal 1881 i membri della comunità israelitica di Boulogne-Billancourt si erano messi alla ricerca di fondi per costruire un oratorio che permettesse l'accoglienza di una comunità sempre più numerosa.
La cerimonia d'inaugurazione ebbe luogo il 21 settembre 1912, in presenza di Alfred Lévy, Gran Rabbino del Concistoro centrale israelita di Francia, e di Jacques-Henry Dreyfuss, Gran Rabbino di Parigi.
Durante la seconda guerra mondiale, la sinagoga fu trasformata in scuderia, ma dopo la guerra fu riadattata.

## Architettura
Il luogo stesso ove fu eretta, situato all'incrocio di rue des Abondances e della rue de l'Abreuvoir, proviene dal parco Edmond-de-Rothschild, adiacente al castello sito vicino al Bois de Boulogne.
Il progetto fu affidato all'architetto Emmanuel Pontremoli, che si ispirò al modello bizantino, alla moda in quel periodo, come fu nei casi della sinagoga di Neuilly o di quella di Chasseloup-Laubat.